# Roelof Klein
Roelof Klein (ur. 7 czerwca 1877 w Lemmer, zm. 12 lutego 1960 w Montclair) – holenderski wioślarz.
Roelof Klein był uczestnikiem Letnich Igrzysk Olimpijskich 1900 w Paryżu, podczas których wraz z François Brandtem wywalczył złoty medal w konkurencji dwójek ze sternikiem (w finale sternikiem był nieznany z nazwiska francuski chłopiec, stąd MKOl uznaje tę osadę za drużynę mieszaną). W konkurencji ósemek ze sternikiem wraz ze swoją drużyną zajął 3. miejsce.
Studiował inżynierię mechaniczną w Delfcie. Po studiach zaczął pracę w firmie Shell. W 1910 wyemigrował do Stanów Zjednoczonych, gdzie w 1960 zmarł.